# Garfield (Kansas)
Garfield es una ciudad ubicada en el de condado de Pawnee en el estado estadounidense de Kansas. En el año 2010 tenía una población de 190 habitantes y una densidad poblacional de 135,71 personas por km².

## Geografía
Garfield se encuentra ubicada en las coordenadas 38°4′35″N 99°14′42″O / 38.07639, -99.24500 (38.076310, -99.244994).

## Demografía
Según la Oficina del Censo en 2000 los ingresos medios por hogar en la localidad eran de $38,500 y los ingresos medios por familia eran $39,583. Los hombres tenían unos ingresos medios de $23,750 frente a los $21,250 para las mujeres. La renta per cápita para la localidad era de $15,767. Alrededor del 5.9% de la población estaban por debajo del umbral de pobreza.